# Липки (Житомирський район)
Ли́пки — село в Україні, у Житомирському районі Житомирської області. Населення становить 648 осіб.

## Географія
Географічні координати: 50°4' пн. ш. 29°24' сх. д. Часовий пояс — UTC+2. Загальна площа села — 4 км².
Село розташоване в південно-східній частині Житомирщини. Відстань до колишнього районного центру, містечка Попільня, становить 20 км. Через село протікає річка Крив'янка (права притока річки Ірпінь). Найближча залізнична станція — Скочище, за 2 км.

## Історія
Перша письмова згадка про поселення Липки датується документом від 17 квітня 1618 року, який описується в книзі Лаврентія Похилевича «Сказання про населені місцевості Київської губернії» (1864).
Під час організованого радянською владою Голодомору 1932—1933 років померло щонайменше 297 жителів села.
Під час Другої світової війни участь у бойових діях брав 281 житель, з них 140 — загинуло, 153 — нагороджені орденами і медалями. З листопада 1941 року по березень 1942 року в Липках діяла підпільна група під керівництвом місцевого українського поета Миколи Шпаківського.
Колишній орган місцевого самоврядування — Липківська сільська рада.

## Населення
За даними перепису 2001 року, населення села становило 648 осіб, з них 95,22 % зазначили рідною українську мову, 2,93 % — російську, а 1,88 % — іншу.

## Економіка
Економічний сектор села представлений 2 сільськогосподарськими підприємствами ПСП «Джерело» і ПСП «Корнин-Агро», що спеціалізуються на вирощуванні зернових культур та цукрових буряків.

## Соціальна сфера
У селі діють Липківська загальноосвітня школа І-ІІІ ступенів, фельдшерсько-акушерський пункт, футбольний стадіон, будинок культури та бібліотека. У приміщенні школи знаходиться кімната-музей М. Шпака.

## Відомі люди
- Микола Шпак (Шпаківський) (1909―1942) — український поет та перекладач, очільник партизанського підпілля.
- Балюк Марко Миколайович (1909—1980) — український радянський військовий, генерал-майор, депутат Верховної Ради УРСР 3-го та 4-го скликань (1951—1959 роки) від Київської області.